# Sjaak Wolfs

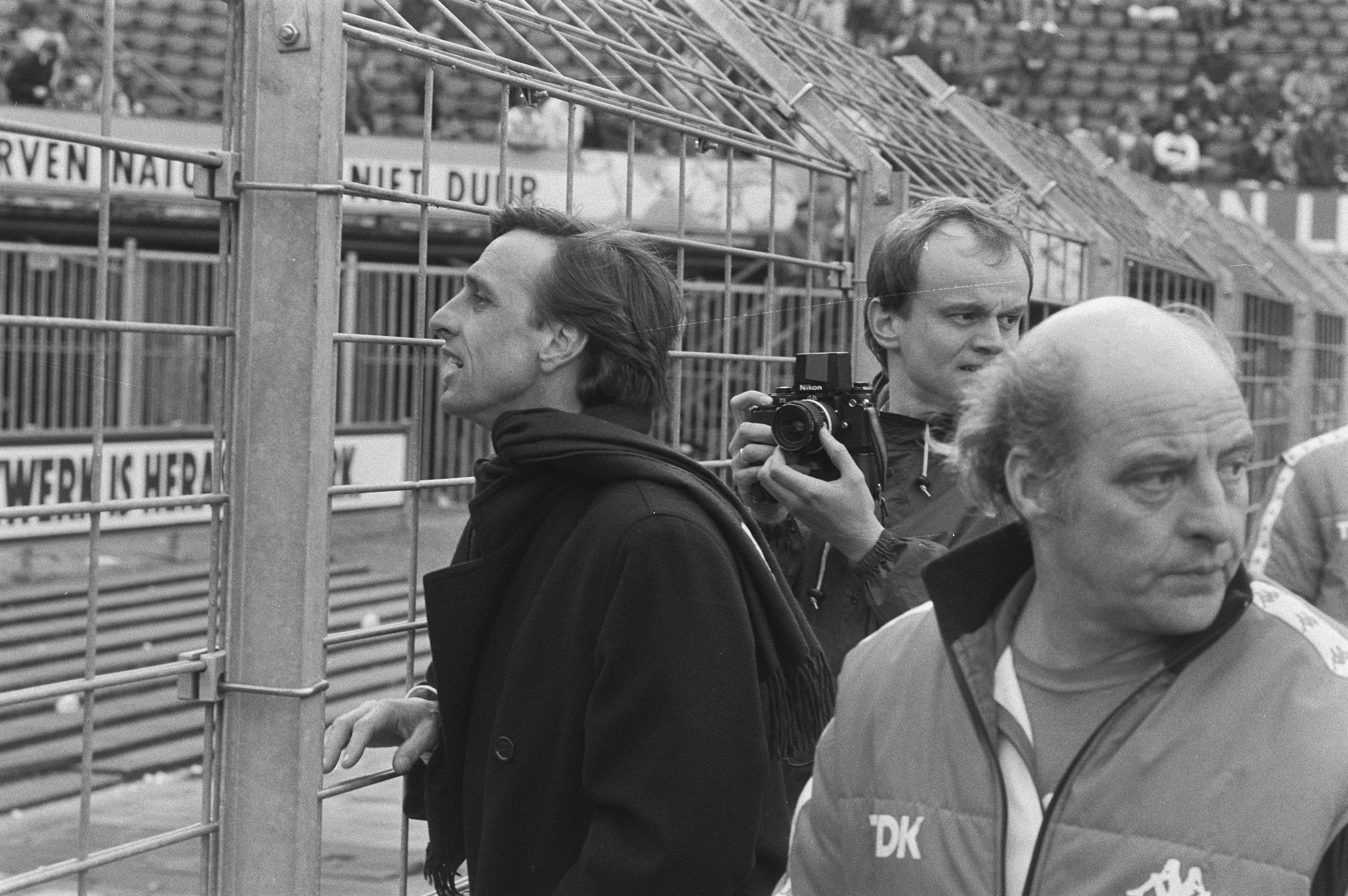
Materiaalman Sjaak Wolfs (rechts) met Johan Cruijff in 1986

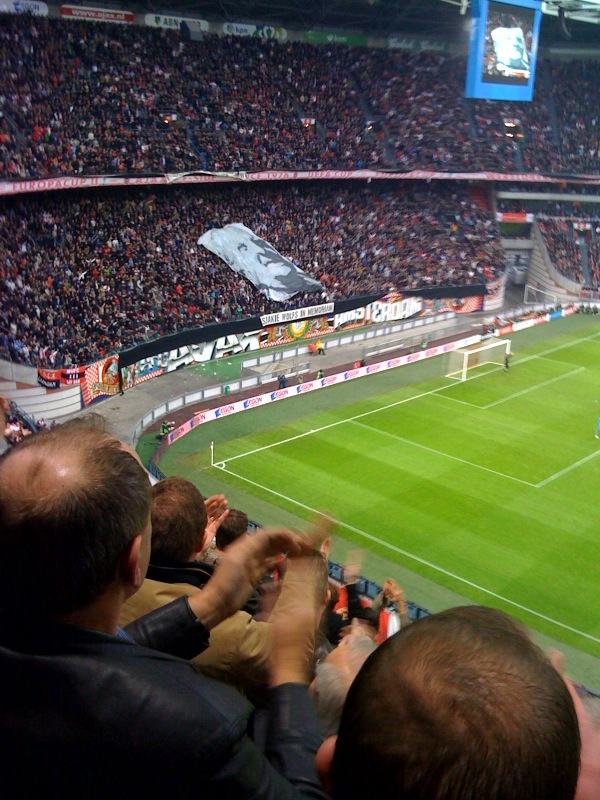
Ajaxfans eren Sjaak Wolfs in de wedstrijd tegen PSV

Jacques (Sjaak, Sjakie) Wolfs (Amsterdam, 9 december 1931 – aldaar, 14 november 2008) was van 1975 tot 2003 materiaalman van AFC Ajax. Hij was nauw betrokken bij het eerste elftal van de club, was voor spelers een vertrouwensman en genoot onder supporters bekendheid als clubicoon.
Wolfs groeide op in Amsterdam-Oost, als jongste in een gezin met zeven kinderen. Zijn vader was stratenmaker. Wolfs was aanvankelijk werkzaam als fitter bij de gemeentewaterleidingen in Amsterdam. Hij speelde bij amateurclub ASV Rivalen waar Wolfs aanvoerder van het eerste team was. Via zijn neef, de voetballer Barry Hulshoff, kwam hij in contact met Ajax en werd hij in 1975 gevraagd om materiaalman te worden.
Doordat Wolfs dagelijks aanwezig was op het terrein van de voetbalclub werd hij belangrijk voor de spelers en trainers. Befaamd was zijn kennis van de noppen onder voetbalschoenen in relatie tot de conditie van het voetbalveld. Hij zat tijdens wedstrijden naast de technische staf op de spelersbank. Behalve bij de spelers was hij ook bij supporters, die hem toezongen als hij op de spelersbank zat, populair. Door toenmalig trainer Co Adriaanse werd hij in 2000 echter van de bank verbannen, hetgeen leidde tot (vergeefse) publieksacties tegen dit besluit. Zijn populariteit bij het publiek had Wolfs te danken aan zijn trouw aan Ajax. Spelers en trainers vertrokken nog weleens om bij andere clubs te gaan spelen. Maar Wolfs veranderde nooit van club en werd daardoor voor supporters een symbool van clubtrouw.
Halverwege de jaren negentig verwierf Wolfs bekendheid bij een groter publiek door een terugkerend item op AT5: Het minuutje van Sjaak. Tijdens het Europees kampioenschap voetbal van 2000 gaf Wolfs op Radio 10 FM driemaal daags zijn visie op de verrichtingen van het Nederlands elftal.
Sjaak Wolfs nam in augustus 2003 afscheid van de club na achtentwintig jaar dienstverband. Hij overleed op 76-jarige leeftijd in een verzorgingshuis in Amsterdam. Bij de eerste thuiswedstrijd van Ajax na zijn overlijden werd een minuut stilte in acht genomen, en gespeeld met rouwbanden. Wolfs werd bij deze gelegenheid met grote spandoeken uitvoerig geëerd door de supporters.